# حميد عبد الله (لاعب كرة قدم)
حميد عبد الله (مواليد 1 أبريل 2001) هو لاعب كرة قدم سويدي يلعب كجناح أيسر لصالح نادي الميناء في الدوري العراقي.

## مسيرته الكروية
بدأ حميد مسيرته مع نادي أوليمبك مالمو في عام 2019، ثم انتقل إلى نادي إف بي كيه بالكان لموسمين، وفي فبراير 2022 عاد مجددًا ليوقع عقدًا مع أوليمبك مالمو. في يوليو 2022، وقع عقدًا مع نادي آي اف كي مالمو الذي لعب فيه سابقًا في فئة الشباب. وفي ديسمبر 2022، وقع عقدًا مع نادي روسينجورد وانتقل للعب معهم. وحاليًا في عام 2024 يلعب حميد لصالح نادي الميناء العراقي.

## وصلات خارجية
- حميد عبد الله  على سكروي
- Hamid Abdulla at Fotbolltransfers
- Hamid Abdulla at Flashscore
- Hamid Abdulla at Globalsportsarchive